# 米国立スーパーコンピュータ応用研究所

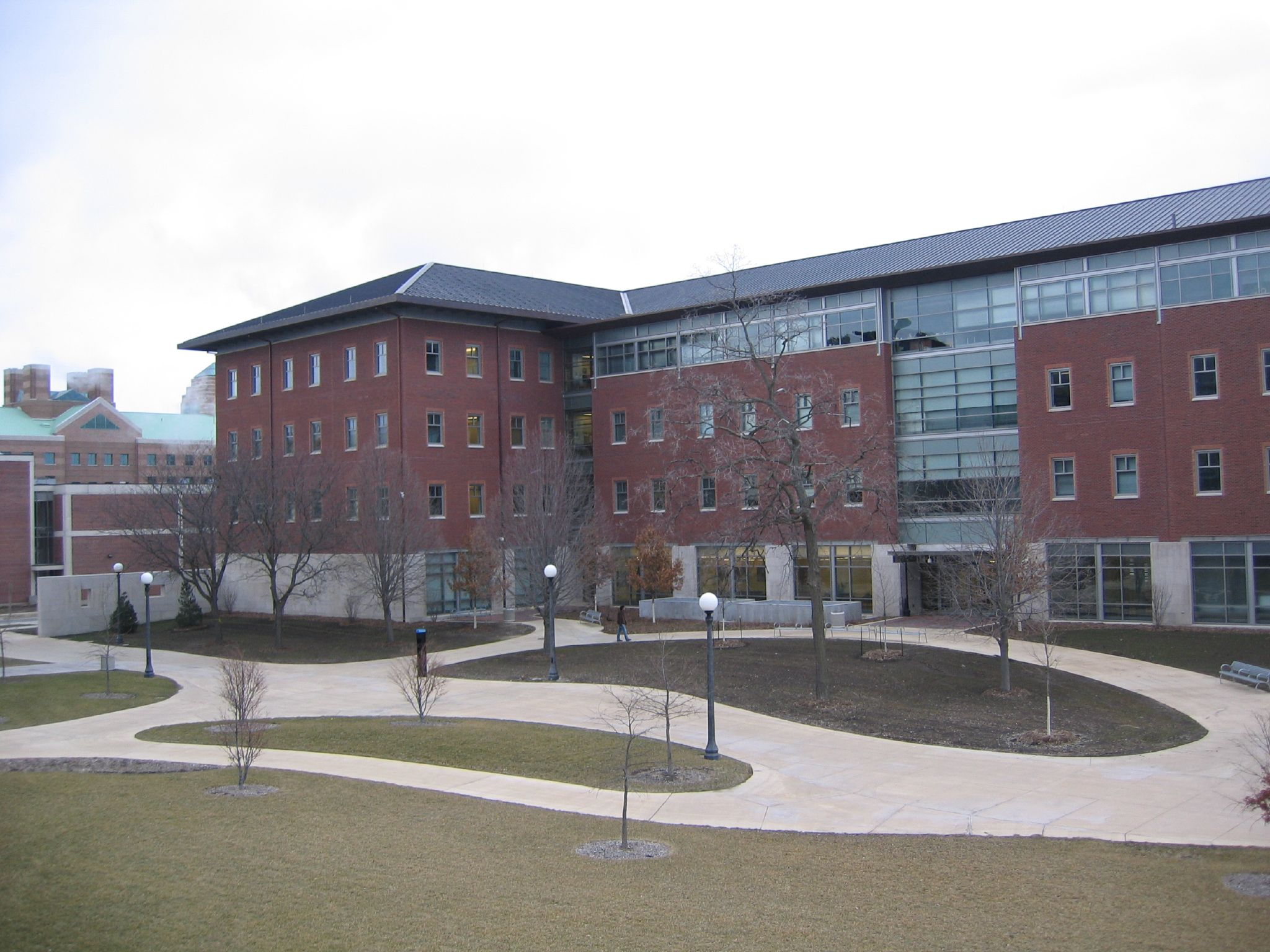
NCSA Building, 1205 W. Clark St., Urbana, IL 61801. Photo:Ragib Hasan

米国立スーパーコンピュータ応用研究所（べいこくりつスーパーコンピュータおうようけんきゅうじょ、英: National Center for Supercomputing Applications, NCSA）は、アメリカ合衆国イリノイ州のイリノイ大学アーバナ・シャンペーン校にある研究所で、米国科学財団のスーパーコンピュータを扱う5つの施設のうちの1つである。スーパーコンピュータを利用した研究を主とするが、Mosaicと呼ばれるWebブラウザやNCSA HTTPdと呼ばれるWebサーバソフトウェアを出した研究所として知られている。
1983年、アーバナ・シャンペーン校の教職員であるラリー・スマールを先導に、米国科学財団に頼んでもいない提案を送ったことからこのセンターは建てられた。米国科学財団が1985年にスーパーコンピュータの施設への資金提供を発表し、翌年の1986年1月に初めてスーパーコンピュータはオンラインになった。NCSAの実質的な活動を開始したのもこのときであるため、設立は1986年1月とされている。
最初に、NCSAは事務所をWater Resources Bulidingに置いた。後に本部はアーバナ・シャンペーン校のキャンパスの周りに散らばり、2006年現在ではアーバナ・シャンペーン校の中に自前のビルに置かれているが、それはアーノルド・ベックマンの高度な科学や技術を扱う研究所として使われていた場所であった。その新しい本部は「NCSAビル」と呼ばれている。なお、スーパーコンピュータの施設はAdvanced Computation Buldingと呼ばれる施設に収容されている。
NCSAは大学、政府、民間会社、コミュニティ及び学校とともに、どのようにしてサイバーインフラストラクチャの利点を発見するか、というものを仕事としている。全米科学財団、イリノイ州、イリノイ大学及び産業のパートナー、そして他の連邦機関はNCSAを支援している。

## スーパーコンピュータの能力
NCSAのスーパーコンピューティングシステムBlue Watersは、ピーク時のパフォーマンスが1.3ペタFLOPS（1秒あたり1.3京回の浮動小数点演算）を超える程度である。

### Mosaic
Mosaicは世界で初めての画像を扱えるウェブブラウザで、インターネットとWorld Wide Webの成長に重要な役割を果たした。このソフトはマーク・アンドリーセンとエリック・ビナによって作られ、後にその２人はNetscape Navigatorを開発した。また、スパイグラスのライセンスを受けて、マイクロソフトのInternet ExplorerもMosaicの基盤を利用していた。